# Miles Scotson
Miles Scotson (* 18. Januar 1994 in Campbelltown) ist ein australischer Radsportler, der auf  Bahn und Straße aktiv ist.

## Sportlicher Werdegang
2012 wurde Miles Scotson gemeinsam mit Jack Cummings, Evan Hull und Alexander Morgan Junioren-Weltmeister in der Mannschaftsverfolgung. Im Jahr darauf errang er mit Joshua Harrison bei den Ozeanischen Radsportmeisterschaften die Goldmedaille im Zweier-Mannschaftsfahren, in Punktefahren und Einerverfolgung belegte er jeweils Platz zwei. 2014 wurde er mit Luke Davison, Glenn O’Shea, Alexander Edmondson und Mitchell Mulhern Weltmeister in der Mannschaftsverfolgung der Elite.
Im Jahr darauf wurde Scotson zweifacher australischer Meister (U23) auf der Straße, im Einzelzeitfahren sowie im Straßenrennen. Im Jahr darauf konnte er seinen Zeitfahr-Titel nicht verteidigen, da er um 20 Sekunden von seinem jüngeren Bruder Callum geschlagen wurde und Rang zwei belegte.
Im Oktober 2016 errang Miles Scotson bei der Weltmeisterschaft im Einzelzeitfahren (U23) die Bronzemedaille. 2017 wurde er australischer Meister im Straßenrennen; mit seinem Team BMC wurde er im Mannschaftszeitfahren der Straßenweltmeisterschaften Vize-Weltmeister.

## Erfolge

### Bahn
2012
- Junioren-Weltmeister – Mannschaftsverfolgung  (mit Jack Cummings, Evan Hull und Alexander Morgan)

2013
- Ozeanienmeister – Zweier-Mannschaftsfahren (mit Joshua Harrison)
- Australischer Meister – Mannschaftsverfolgung (mit Luke Davison, Alexander Edmondson und Glenn O’Shea)
- Ozeanische Radsportmeisterschaften – Einerverfolgung
- Ozeanische Radsportmeisterschaften – Punktefahren

2014
- Weltmeister – Mannschaftsverfolgung (mit Luke Davison, Glenn O’Shea, Alexander Edmondson und Mitchell Mulhern )
- 3. Lauf Bahnrad-Weltcup 2013/14 – Mannschaftsverfolgung (mit Tirian McManus, Scott Sunderland und Callum Scotson)

2015
- Australischer Meister – Mannschaftsverfolgung (mit Alexander Edmondson, Alexander Porter und Callum Scotson)

2016
- Weltmeister – Mannschaftsverfolgung (mit Sam Welsford, Michael Hepburn, Callum Scotson, Alexander Porter und Luke Davison)
- Australischer Meister – Mannschaftsverfolgung (mit Alexander Edmondson, Alexander Porter und Callum Scotson)

### Straße
2014
- eine Etappe Tasmanien-Rundfahrt

2015
- Australischer Meister (U23) – Einzelzeitfahren
- Australischer Meister (U23) – Straßenrennen

2016
- eine Etappe Olympia’s Tour
- Weltmeisterschaft – Einzelzeitfahren (U23)

2017
- Australischer Meister – Straßenrennen
- Weltmeisterschaft – Mannschaftszeitfahren

2019
- Nachwuchswertung Tour du Poitou Charentes

2021
- eine Etappe Valencia-Rundfahrt

## Grand-Tour-Platzierungen
| Grand Tour            | 2019 | 2020 | 2021 | 2022 | 2023 | 2024 |
| --------------------- | ---- | ---- | ---- | ---- | ---- | ---- |
| Giro d’ItaliaGiro     | 138  | 113  | –    | 127  | –    | –    |
| Tour de FranceTour    | –    | –    | DNF  | –    | –    | –    |
| Vuelta a EspañaVuelta | –    | –    | –    | 109  | –    | –    |